# Louis Bernard (homme politique, 1937)
Pour les articles homonymes, voir Bernard et Louis Bernard.
Louis Bernard (né en 1937 à Montréal) est un haut fonctionnaire canadien (québécois), puis un cadre dans une banque. À la retraite, il effectue des mandats pour la fonction publique québécoise. 

## Biographie
Il est titulaire d'une maîtrise en droit de l'Université de Montréal et d'un doctorat en droit administratif de l'université de Londres.
En 1964, il intègre la fonction publique québécoise.  En 1976, il devient le chef de cabinet de René Lévesque lorsque ce dernier devient premier ministre du Québec. De 1978 à 1985, et de 1994 à 1995, il est le secrétaire général du Conseil exécutif. Il participe à la réforme de la Loi électorale et à l'élaboration de la Loi sur le financement des partis politiques. En 1985, il préside à la création de l'Ordre national du Québec.
En 1987, il quitte la fonction publique pour occuper un poste à la Banque Laurentienne du Canada, poste qu'il occupe pendant 11 ans.
Il est ensuite consultant pour les questions touchant à la fonction publique. À ce titre, il pilote le dossier, explosif, des fusions municipales et celui du financement du transport en commun. Il était l'un des négociateurs qui ont permis au Québec de signer l'approche commune avec les Innus.
En 2000, Louis Bernard est nommé Officier de l'Ordre national du Québec.
En 2005, il est candidat à l'élection à la direction du Parti québécois pour remplacer Bernard Landry, le chef démissionnaire.  Il annonce sa candidature le 15 juin 2005 et, le 28 juillet 2005, il a obtenu le nombre de voix nécessaires à la présentation officielle de celle-ci. Il reçoit l'appui du député péquiste Camil Bouchard, des députés bloquistes Yvan Loubier, Francine Lalonde, Nicole Demers et Serge Ménard, et des anciens députés Richard Guay, Robert Burns et Lucien Lessard.  Lors de cette élection, il affirme notamment, le 17 août 2005, que sa première intention, s'il entrait au pouvoir, serait de tenir un réferendum le plus vite possible : « Je ne veux pas gouverner la province de Québec, mais gouverner un Québec indépendant ».  À l'issue de l'élection, le 15 novembre 2005, il se classe en 4e position parmi les neuf candidats, obtenant 5,49 % des votes, soit 5 775 votes, alors que André Boisclair est élu avec 53,68 % des votes.
En octobre 2009, il reçoit un doctorat honorifique de l'Université du Québec (École nationale d'administration publique).